# Voto sustractivo
Se llama voto sustractivo a la propuesta de modificar la modalidad de voto tradicional —independientemente del sistema electoral en uso— por uno que permita al ciudadano decidir si usará su voto para sumar apoyos a un candidato (voto aditivo) o para restárselo (voto sustractivo).
La propuesta se fundamenta en dos líneas argumentales:
1. La incapacidad del voto exclusivamente aditivo para recoger la voluntad de los ciudadanos.
2. El traslado de la votación desde una metáfora militar a una de negociación.

En términos formales, el voto sustractivo se plantea como una variante, simplificada y menos expuesta al voto estratégico, de sistemas en que el votante debe jerarquizar el orden de sus preferencias, como en los de Borda, Condorcet o Schulze.

## Participación electoral
Cuando un ciudadano se siente razonablemente representado por un candidato, el voto aditivo es la manera más directa de manifestar su apoyo. Pero cuando esto no ocurre, sus alternativas son no votar, emitir un voto en blanco o hacerlo por alguno que resulte indiferente, ante la eventualidad de que resulte electo un candidato particularmente indeseable.
La opción de un voto sustractivo se hace cargo de la posibilidad de que un ciudadano no tenga una preferencia definida por ningún candidato, pero sí manifieste rechazo por alguno. 
La posibilidad de optar entre sumar o restar un voto amplía la capacidad del voto de recoger la voluntad de los ciudadanos, reduciendo con eso uno de los motivos de la baja participación electoral.

## Legitimidad de los resultados
El voto mayoritario es, en última instancia, una civilizada metáfora militar. Si las decisiones se tomaran por la fuerza, el grupo mayoritario se impondría y la minoría debería acatar. El voto traslada la lucha al campo electoral, eliminando la violencia, pero manteniendo el principio.
La posibilidad de voto sustractivo transforma radicalmente la metáfora. Para imponerse, un candidato no sólo debe atraer simpatizantes, sino que debe evitar generar odiosidad en el resto (se asume que hay más de dos candidatos). Conjugar apoyo y rechazo está alineado con la idea de que el gobierno no pertenece ni a unos ni a otros, sino a todos, así que debe ser fruto de una negociación. La necesidad de no generar rechazo obliga a los candidatos a ser respetuosos de los intereses de aquellos que no son su base de apoyo, transformando la batalla en negociación.

## Discusión de casos
- Caso 1: El 51% de la población apoya al candidato A, rechaza absolutamente al candidato B y le parece una segunda opción tolerable el candidato C. Asimismo, el 49% apoya a B, rechaza a A y tolera a C. El resultado de una votación exclusivamente aditiva es un gobierno despreciado por el 49% de la población. La existencia del voto sustractivo abre el camino a una decisión de consenso.
- Caso 2: Un votante está indeciso y hasta indiferente entre los candidatos E y F, pero la posibilidad de que gane G le parece atroz. La única opción que le da el voto aditivo es intentar adivinar cuál candidato distinto a G tiene más posibilidades y votarlo, aunque no se sienta representado por él. Y si G cuenta con un 51% de apoyo, el elector, que con un voto exclusivamente aditivo no tendría manera de evitar la elección de G, con un voto sustractivo puede reducir sus posibilidades en favor de E y F.
- Caso 3: Los candidatos al parlamento de los bloques mayoritarios son nominados como parte de una negociación, sin considerar a los ciudadanos. Estos quieren protestar, pero sus opciones son no votar, votar en blanco o nulo, o hacerlo por un candidato menor que no lo representa. El voto sustractivo le da una opción de voto de protesta con efectos directos.